# Акмоласай
Акмоласай (каз. Ақмоласай, до 2003 г. — Новофёдоровка) — село в Мартукском районе Актюбинской области Казахстана. Входит в состав Байнассайского сельского округа. Код КАТО — 154653400.

## Население
В 1999 году население села составляло 305 человек (139 мужчин и 166 женщин). По данным переписи 2009 года, в селе проживало 230 человек (97 мужчин и 133 женщины).